# Нова Полтавка (Волгоградська область)
Нова Полтавка (рос. Новая Полтавка) — село у Старополтавському районі Волгоградської області Російської Федерації.
Населення становить 990 осіб. Входить до складу муніципального утворення Новополтавське сільське поселення.

## Історія
Село розташоване у межах українського історичного та культурного регіону Жовтий Клин.
Згідно із законом від 17 січня 2005 року № 991-ОД органом місцевого самоврядування є Новополтавське сільське поселення.

## Населення
| 2010 |
| ---- |
| 990  |